# Дубовець (Словаччина)
Ду́бовець (словац. Dubovec, угор. Dobóca) — село, громада в окрузі Рімавска Собота, Банськобистрицький край, Словаччина. Кадастрова площа громади — 9,2 км². Населення — 537 осіб (за оцінкою на 31 грудня 2017 р.).
Перша згадка 1260 року.

## Географія
Водойма — ліва притока Рімави.

## Населення
| Рік:            | 1994. | 2004.    | 2014.   | 2024.   |
| --------------- | ----- | -------- | ------- | ------- |
| Кількість осіб: | 463   | 546      | 551     | 517     |
| Різниця:        |       | +17,92 % | +0,91 % | -6,17 % |

| Рік:            | 2023. | 2024.   |
| --------------- | ----- | ------- |
| Кількість осіб: | 497   | 517     |
| Різниця:        |       | +4,02 % |

## Транспорт
Автошляхи:
- 571 (Cesty II. triedy).
- 2791, 2808

Залізничний зупинний пункт Дубовєц.